# Cy Strulovitch
Sidney Strulovitch, dit Cy Strulovitch, né le 20 juin 1925 à Côte-Saint-Luc au Canada et mort le 11 juin 2020, est un joueur canadien de basket-ball.